# Taeniopoda varipennis
Taeniopoda varipennis is een rechtvleugelig insect uit de familie Romaleidae. De wetenschappelijke naam van deze soort is voor het eerst geldig gepubliceerd in 1905 door Rehn.